# IC 1869
IC 1869 ist eine Linsenförmige Galaxie vom Hubble-Typ S0 im Sternbild Walfisch südlich des Himmelsäquators. Sie ist schätzungsweise 329 Millionen Lichtjahre von der Milchstraße entfernt und hat einen Scheibendurchmesser von etwa 60.000 Lichtjahren.
Das Objekt wurde am 14. Dezember 1903 von Stéphane Javelle entdeckt.